# Jan Gajentaan

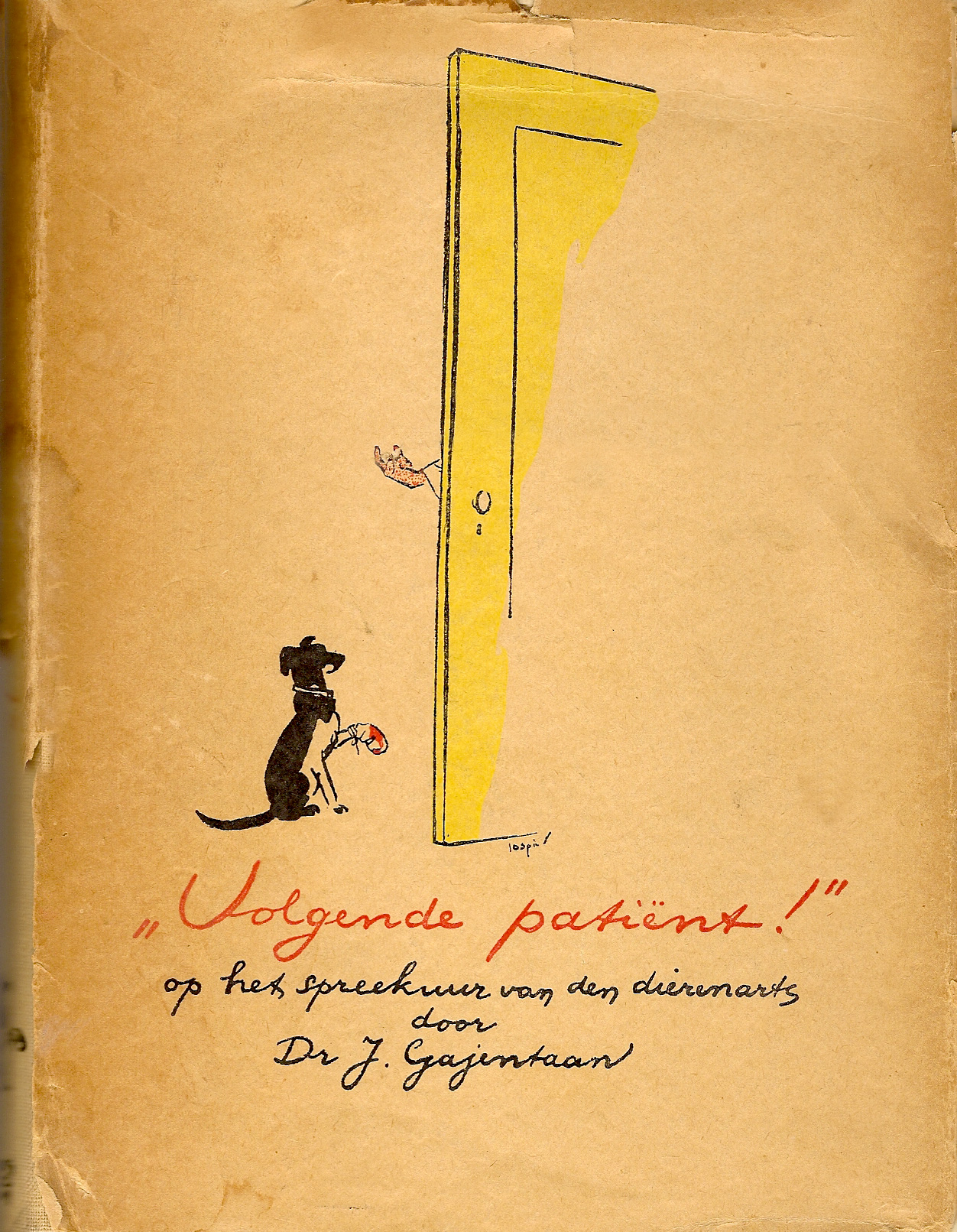
"Volgende Patiënt!"

Johannes (Jan) Gajentaan (Amsterdam, 18 augustus 1902 – Tiel, 8 februari 1987) was de eerste televisiesinterklaas in Nederland. Ook was hij dierenarts in Amsterdam, schrijver van voornamelijk medische boeken en voorzitter van het Amsterdamse Oranje Comité. Voor de Tweede Wereldoorlog was hij voorzitter van de Amsterdamse Oranje Jeugd Bond (AOJB). Ook was hij lid (en later voorzitter) van het Initiatief Comité Amsterdam (ICA). Hij studeerde veeartsenijkunde (diergeneeskunde) in Utrecht en promoveerde op 21 maart 1930 in Utrecht  op het proefschrift ‘Over de diagnostische waarde van een eenvoudig en veilig röntgentoestel bij kleine huisdieren’. Als dierenarts in Amsterdam was hij gespecialiseerd in kleine huisdieren, als een van de eerste dierenartsen die zich daar volledig op zou toeleggen.

## Loopbaan als Sinterklaas
Dr. Gajentaan was van 1950 tot en met 1962 de Amsterdamse Sinterklaas en vanaf 1952 tevens de eerste landelijke televisie-Sinterklaas. Vanaf dan zou hij elk jaar, tot en met het jaar 1959 Sinterklaas zijn voor tv. Alle jaren kwam hij aan in Amsterdam. In 1960 werd zijn rol op TV overgenomen door Dick van Bommel (de landelijke intocht op televisie was dat jaar die van Rotterdam), maar de twee opvolgende jaren zou Gajentaan weer televisie-Sinterklaas zijn. In 1963 werd zijn rol (in Amsterdam) overgenomen door collega-bisschop Gerard de Klerk. Vanaf 1964 was de landelijke intocht elk jaar in een andere plaats, en werd Adrie van Oorschot de landelijke Sinterklaas.

## Schrijfcarrière
Gajentaan was ook schrijver van boeken, vooral medische dierenboeken. Zo schreef hij rond 1940 het (humoristische) "Volgende patiënt!" Op het spreekuur van den dierenarts. Jan Gajentaan stond algemeen bekend in Amsterdam als grote dierenvriend.
- Nederlandse Thesaurus van Auteursnamen: 069362459
- Virtual International Authority File: 306160601
- WorldCat: E39PBJkhMQXXjRtpFrq7cTmmVC